# Évora de Alcobaça
Évora de Alcobaça ist eine portugiesische Gemeinde (Freguesia) im Kreis Alcobaça im Distrikt Leiria und in der historischen Provinz Estremadura gelegen. Sie hat 4141 Einwohner (Stand 19. April 2021) und eine Fläche von 42,4 km². Sie war eine der 13 Städte der Coutos de Alcobaça, des Herrschaftsgebiets der Abtei von Alcobaça. Vermutlich gründeten dort schon vor 1210 die Mönche einen der ersten ihrer Meierhöfe (granja). Den ersten Freibrief erhielt sie am 12. September 1285 (gemäß einem Lehnskataster der Abtei aus dem 13. Jahrhundert unter dem latinisierten Namen Elbora). Im Jahre 1514 wurde ihr im Rahmen der von König Manuel I. (1469–1521) durchgeführten Stadtreform ein neues Stadtstatut mit einer eigenen niederen Gerichtsbarkeit und Selbstverwaltung eingeräumt. Die Stadt blieb aber weiterhin der Jurisdiktion der Abtei unterworfen und ihr auch tributpflichtig. Über Jahrhunderte war sie unter dem Namen Évora Couto bekannt. Sie grenzt unmittelbar an die Stadt Alcobaça an. Ihr Gemeindegebiet reicht bis auf die Höhen des Gebirges Serra dos Candeeiros, wo sie auf den Landkreis Porto de Mós stößt.

## Geschichte
Die Herkunft des Namens Évora ist unklar, teils wird angenommen, er sei keltischen, teils meint man, er sei arabischen Ursprungs. Die lange auch vertretene Theorie, dass Évora de Alcobaça auf die römische Stadt Eburobritium zurückgehe, wurde zwischenzeitlich durch den Nachweis dieser Stadt in der Nähe von Óbidos widerlegt. Siedlungsspuren reichen jedoch zurück bis in die keltische Zeit. Auch gilt Évora de Alcobaça als älteste Stadt der 13 Städte der Coutos de Alcobaça, des Herrschaftsgebiets der Abtei.

## Monumente der Abtei

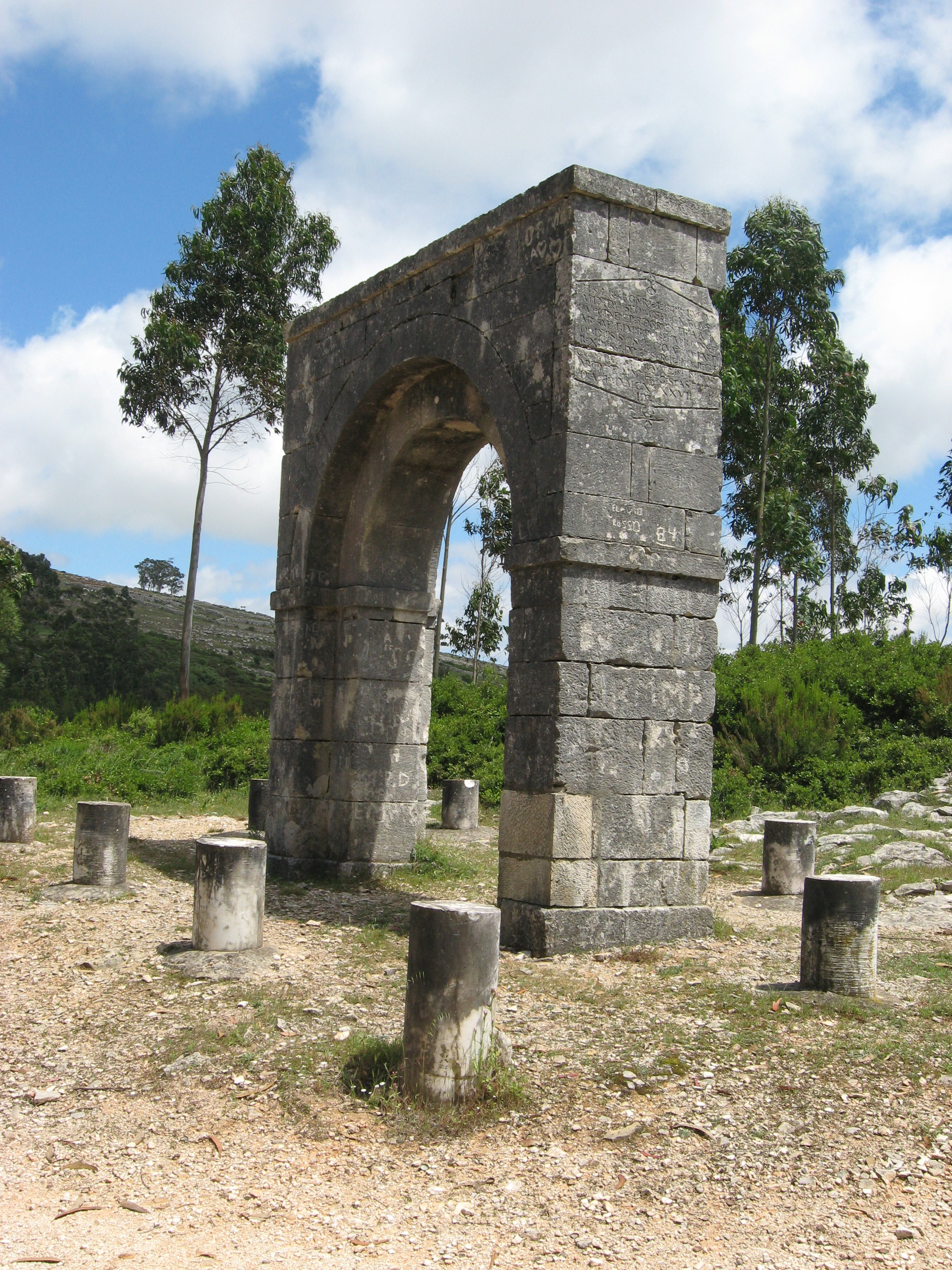
Erinnerungsbogen der Coutos

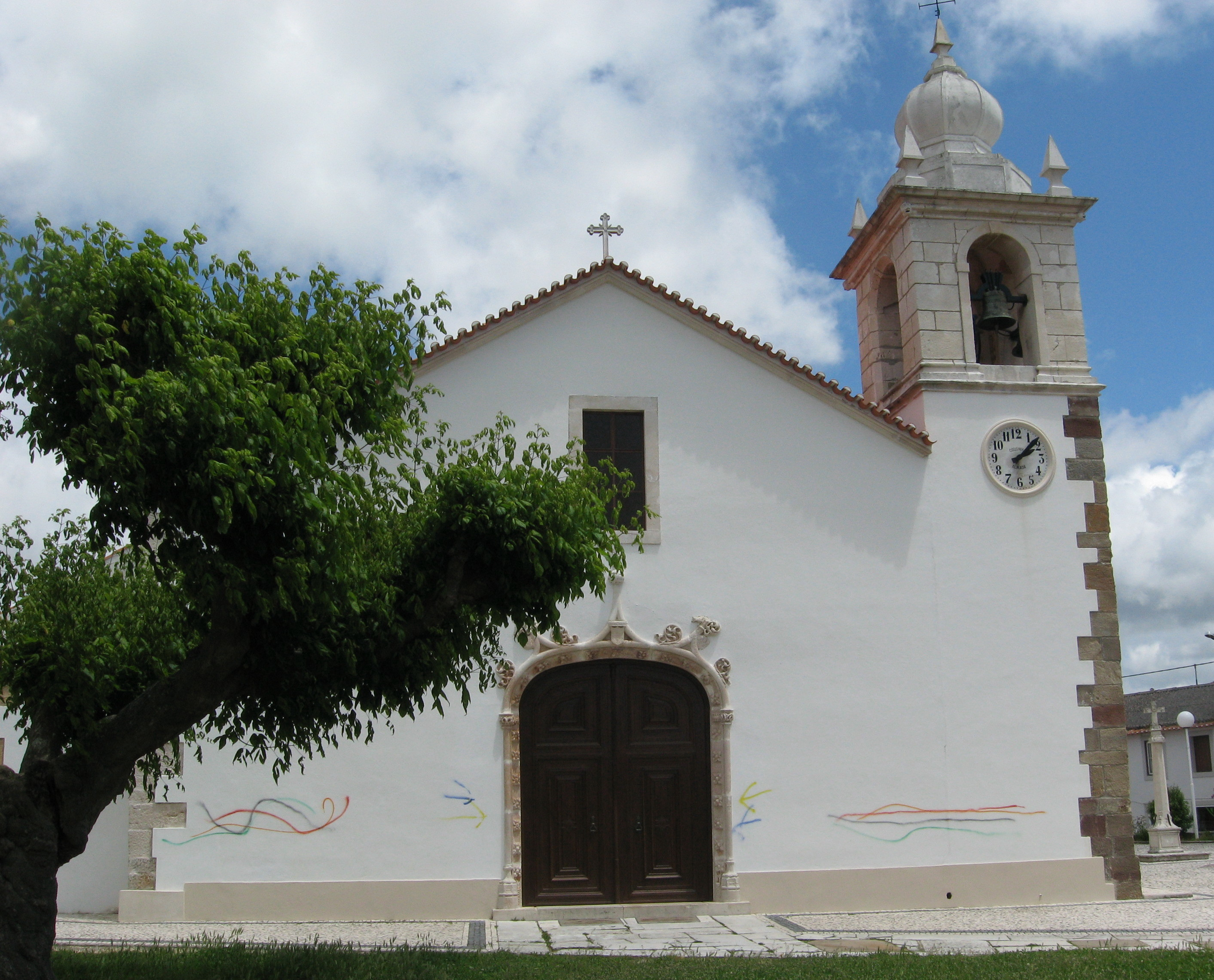
Kirche S. Tiago

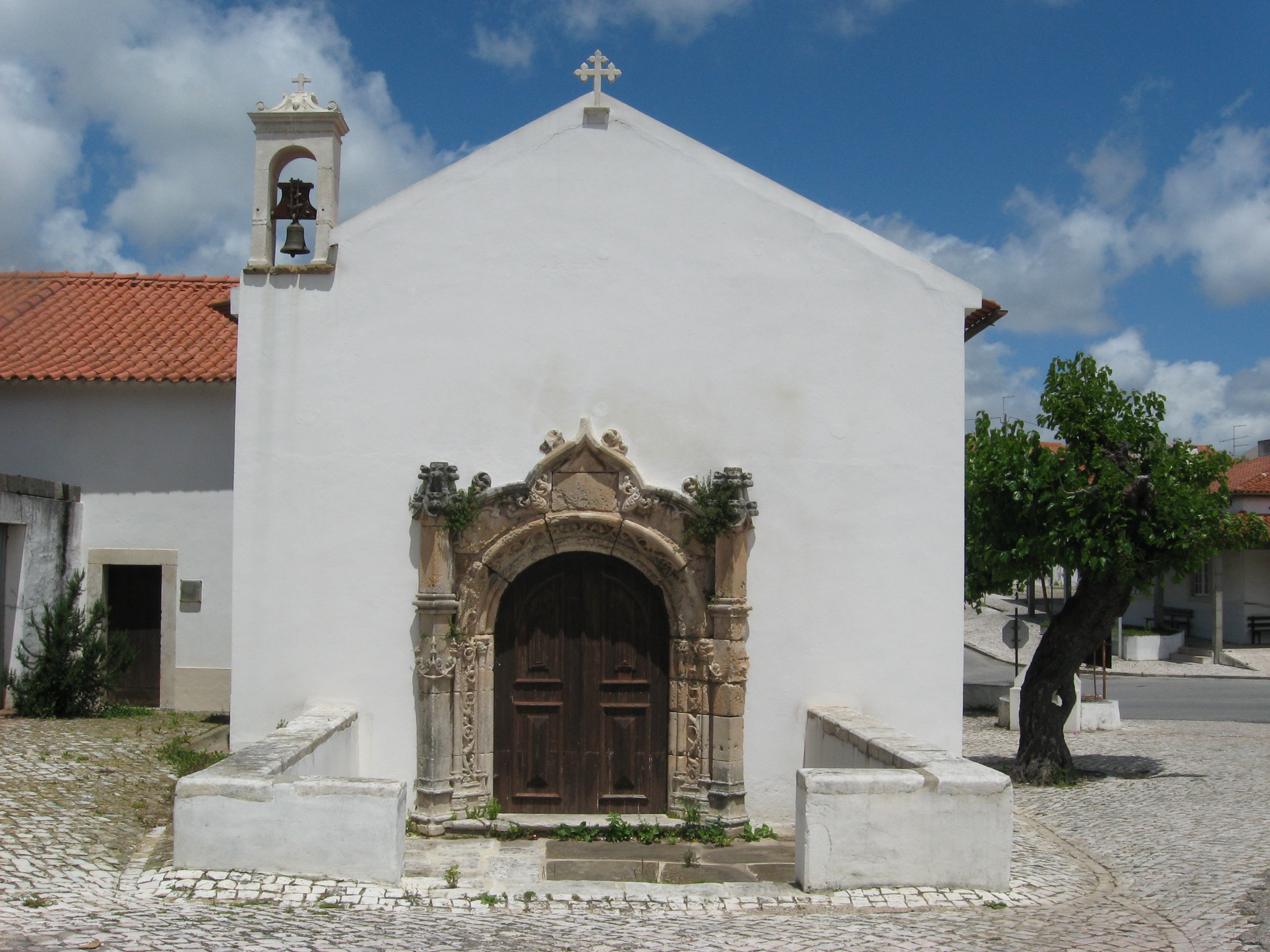
Kirche Misericórdia

Die Pfarrkirche von Évora de Alcobaça, die Kirche San Tiago, auch Santiago geschrieben, wurde im 16. Jahrhundert erneuert. Sie verfügt aus dieser Zeit noch über ein manuelinisches Tor. Die Kirche selber geht wahrscheinlich auf eine von der Abtei bereits im 13. Jahrhundert gegründete Vorgängerin zurück. So befindet sich über dem Eingang ein vermutlich aus dem 15. Jahrhundert stammendes Flachrelief, das den Ritter S. Tiago zusammen mit der Sonne, dem Halbmond und einem Stern darstellt. Es wird angenommen, dass einer der Pilgerwege nach dem spanischen Santiago de Compostela hier vorbeiführte und die Kirche von den Pilgern aufgesucht wurde. Aus dem frühen 16. Jahrhundert, möglicherweise auch aus dem 15. Jahrhundert, stammt die Kapelle Senhor dos Passos oder auch Igreja da Misericórdia, die ab 1517 zusammen mit einem Hospital und einem Wohnheim Teil der damals eingeführten Wohlfahrtspflege war. Die Kapelle weist eines der am besten gearbeiteten manuelinischen Portale auf. Auf dem ehemaligen Gebiet von Évora de Alcobaça befindet sich auf den Anhöhen des Gebirges der Serra dos Candeeiros an der Südost-Ecke des ehemaligen Herrschaftsgebiets der Abtei von Alcobaça noch der Arco da Memória (Erinnerungstor), in dem eine Inschrift verkündet, dass das dahinter liegende Land der Abtei von Alcobaça durch den ersten König Portugals geschenkt worden sei. Dieser Bogen war 1755 bei dem so genannten Erdbeben von Lissabon eingestürzt, wurde aber 1830 auf Anordnung von König Miguel wiedererrichtet, woran ebenfalls eine Inschrift erinnert. Mittlerweile liegt das Erinnerungstor auf dem Gemeindegebiet von Arrimal im Nachbarlandkreis Porto de Mós.

## Kloster Santa Maria Magdalena
In dem zu Évora de Alcobaça gehörenden Ort Capuchos, der auf dem Weg nach Alcobaça liegt, errichtete der spätere König Henrique I. (1512–1580), der auch 40 Jahre lang Abt von Alcobaça war, 1566 ein kleines Franziskanerkloster für Männer, den Convento de Santa Maria Magdalena. Von diesem Kloster sind mit Ausnahme der Kapelle nur noch Ruinen übrig geblieben. Es bestand aber bis zur 1834 verfügten staatlichen Schließung aller Klöster in Portugal.

## Beendigung der Herrschaft der Abtei
Am 8. Dezember 1810 fand in Évora de Alcobaça im Rahmen der Napoleonischen Kriege auf der Iberischen Halbinsel eine Schlacht statt, in deren Folge die französischen Truppen die Abtei von Alcobaça besetzten, die Grabmale schändeten und Teile des Klosters verwüsteten. Mit der Aufgabe des Klosters durch die Mönche im Jahre 1833 und der nachfolgend verfügten Schließung aller Klöster in Portugal im Jahre 1834 endete auch die Selbstständigkeit von Évora de Alcobaça als Stadt und sie ging in dem Landkreis Alcobaça auf. Wie in allen Städten der Coutos de Alcobaça war auch in Évora de Alcobaça 1514 ein Schandpfahl (Pelourinho, was Arme-Sünder-Säule bedeutet) mit dem Wappen der Abtei aufgestellt worden, der deren fortbestehende Jurisdiktion symbolisierte. Dieser Schandpfahl wurde 1875 eines Nachts eingerissen und entwendet. Man fand ihn später auf einem Hof auf dem Gebiet der Gemeinde wieder. Er wurde daraufhin nach Lissabon in das Museum de Carmo überstellt.

## Gegenwart
Heute ist Évora de Alcobaça eine ländliche Gemeinde, deren Bevölkerung von der Landwirtschaft, überwiegend dem Fruchtanbau, sowie der Viehzucht und einer abnehmenden Keramikindustrie lebt. An die städtische Vergangenheit erinnert nur sehr wenig.